# Diecezja Mindelo
Diecezja Mindelo (łac. Dioecesis Mindelensis, port. Diocese de Mindelo) – rzymskokatolicka diecezja ze stolicą w Mindelo, w Republice Zielonego Przylądka.
Diecezja nie wchodzi w skład żadnej metropolii. Podlega ona bezpośrednio Stolicy Apostolskiej.

## Historia
- 9 grudnia 2003 powołanie rzymskokatolickiej Diecezji Mindelo z terytorium Diecezji Santiago de Cabo Verde.

## Biskupi Mindelo
- - bp Arlindo Gomes Furtado (od 14 listopada 2003 do 22 lipca 2009)
  - bp Ildo Augusto dos Santos Lopes Fortes od 2011